# Psilochorus
Psilochorus este un gen de păianjeni din familia Pholcidae.

## Specii[1]
- Psilochorus acanthus
- Psilochorus agnosticus
- Psilochorus apicalis
- Psilochorus bantus
- Psilochorus bruneocyaneus
- Psilochorus californiae
- Psilochorus cambridgei
- Psilochorus coahuilanus
- Psilochorus concinnus
- Psilochorus conjunctus
- Psilochorus cordatus
- Psilochorus cornutus
- Psilochorus delicatus
- Psilochorus diablo
- Psilochorus dogmaticus
- Psilochorus durangoanus
- Psilochorus fishi
- Psilochorus gertschi
- Psilochorus hesperus
- Psilochorus imitatus
- Psilochorus itaguyrussu
- Psilochorus marcuzzii
- Psilochorus minimus
- Psilochorus minutus
- Psilochorus murphyi
- Psilochorus nigromaculatus
- Psilochorus pallidulus
- Psilochorus papago
- Psilochorus pullulus
- Psilochorus redemptus
- Psilochorus rockefelleri
- Psilochorus russelli
- Psilochorus sectus
- Psilochorus simoni
- Psilochorus simplicior
- Psilochorus sinaloa
- Psilochorus taperae
- Psilochorus tellezi
- Psilochorus topanga
- Psilochorus utahensis
- Psilochorus ybytyriguara